# Безповітряне фарбування
Безповітряне фарбування – методика нанесення барвника на поверхню суцільним потоком, коли дроблення рідини відбувається без стисненого повітря. Відома та використовується з другої половини ХХ століття. Для нанесення використовується спеціальне обладнання – фарбопульт, сам процес відбувається завдяки тиску. 

## Сутність процесу
Суть технології полягає у виході барвника за рахунок перепаду тиску на виході з сопла. Тиск залежить від температури лакофарбового матеріалу. Так, при нагрів до 60-100°С тиск становить 6-10 МПа, а при 18-23° - 14-25 МПа. При цих показниках фарба виходить зі значною швидкістю, що сприяє перетворенню потенційної енергії на кінетичну.  В результаті краплі рухаються до поверхні, легко долаючи опір повітря і потрапляють на поверхню. 
Методику безповітряного фарбування можна використовувати при роботі з: 
- акриловими;
- латексними;
- водоемульсійними;
- олійними;
- алкідними фарбами.

Процес фарбування передбачає декілька етапів. Для початку необхідно очистити поверхню від пилу, бруду, залишків старого покриття. Для рівномірного нанесення необхідно зашпаклювати поверхню та відшліфувати її. Для кращої адгезії використовується ґрунтовка. Перед початком робіт необхідно укрити інші поверхні плівкою, після чого зробити колерування фарби та розпочати процес нанесення барвника.

## Особливості безповітряного фарбування
Ключова переваги методу полягає в оптимізації процесу фарбування, коли за малий час можна нанести барвник на велику площу поверхні. Особливості роботи апарату дозволяють заощаджувати витратний матеріал та отримувати високоякісний результат. Оскільки вартість апарату чимала, найвигідніше замовляти виконання робіт у майстрів з безповітряного фарбування, яких можна знайти, наприклад, у сервісі пошуку майстрів. Плюсами технології безповітряного фарбування також можна назвати:
- можливість застосовувати густий склад фарби для утворення товстого шару на поверхні і фарбування в один крок;
- отримання покриття без візуальних недоліків із рівномірно розподіленою фарбою по усій площині поверхні;
- в ході роботи не утворюється барвистий туман, зменшується загазованість, що особливо актуально для приміщень із недостатньою вентиляцією;
- зниження забруднення навколишнього середовища, адже фарбопульт[4] подає барвник під тиском та не розпорошує його у повітря навколо об’єкта,  який фарбують;
- дотримання охайної робочої зони, мінімум зовнішнього забруднення.

За даними науковців, безповітряне фарбування дозволяє на третину зекономити барвник та підвищити швидкість робіт у 4-5 разів.  Також ця методика дає найвищий відсоток перенесення фарби на поверхню за рахунок використання сучасного якісного обладнання. Рекомендовано використовувати безповітряне фарбування для великих за розміром об’єктів.